# وادي العريق (تعز)
وادي عريق هي إحدى قرى الجمهورية اليمنية. تتبع جغرافيا لمحافظة تعز وإداريًا لمديرية التعزية. يبلغ تعداد سكانها 3300 نسمة حسب الإحصاء الذي أجري عام 2004.